# 高登 (正德進士)
高登（1474年—1541年），字從善，號如斋，錦衣衛校籍直隸大名府內黃縣人，明朝政治人物。

## 生平
順天府鄉試第六十三名舉人。正德十六年（1521年）中式辛巳科會試第五十六名，登第二甲第六十一名進士。授户部主事，督中厩及德州倉，嘉靖五年（1526年）升员外郎，未幾，升陕西按察司佥事，分巡甘肃。七年改兵备洮岷，九年改任山西，十一年升布政司参议，分守大同。调任山东布政司，分守辽东。十九年五月致仕。

## 家族
曾祖高彥和；祖父高貴；父高俊，贈承德郎户部主事。前母劉氏；母鄭氏，贈安人。永感下。